# Pinksterblom

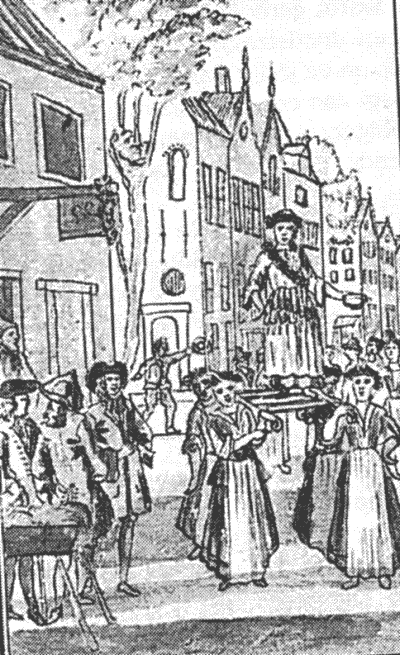
De Pinksterblom wordt in Schermerhorn door het dorp gedragen (c.a. 1718)

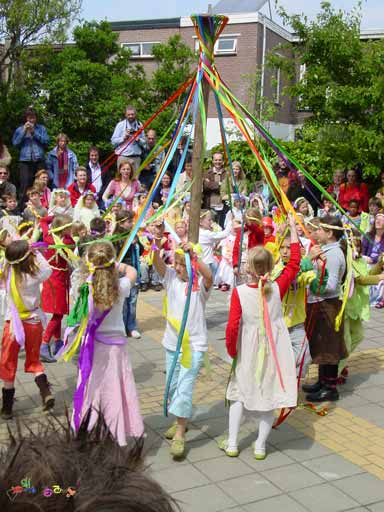
Pinksterkroon op een voorjaarsfeest

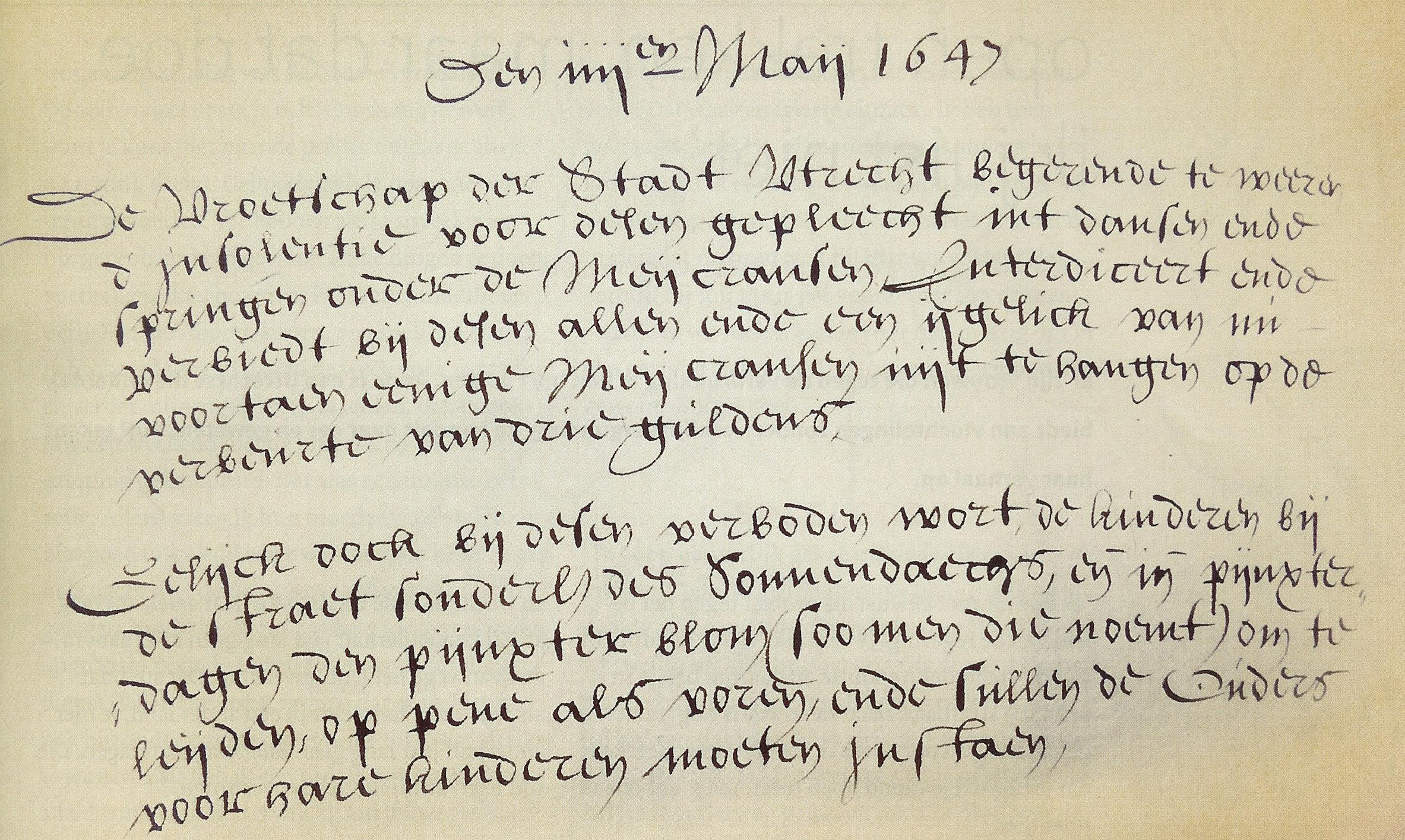
Verbod op het Pinksterfeest in de stad Utrecht door de Vroedschap, 4 mei 1647. Het verbod gold het uithangen van en dansen onder de "Meijcransen", en de optocht van de "Pynxterblom". Klik voor de volledige tekst.

Een Pinksterblom of Pinksterbruid is een fenomeen uit een oud Nederlands folkloregebruik, waarbij op een feest rond Pinksteren dat de viering van de pinksterblom genoemd werd, uit de ongetrouwde meisjes van de gemeenschap door de huwbare jonge mannen een bruid gekozen werd en met bloemen en een kroontje werd versierd. Dit feest wordt tegenwoordig vooral in het oosten en zuiden van Nederland en op de Waddeneilanden als kinderfeest voortgezet. Het Pinksterfeest valt 50 dagen na Pasen en heeft dus geen vaste datum. Hoewel het in het christendom de neerdaling van de Heilige Geest herdenkt, heeft het feest een oorsprong die nauw verbonden is met de natuur en vruchtbaarheid. In de periode tussen Pinksteren en Sint Jan bereikt de natuur zijn volle bloei, wat het feest een viering van groei en vruchtbaarheid maakt. De tradities en rituelen kunnen per regio verschillen, maar ze zijn over het algemeen gericht op het vieren van de aardse groeikracht en de liefde tussen jonge mensen. Het feest staat ook symbool voor verbinding binnen de gemeenschap en wordt vaak met familie en scholen gevierd. In Borne dansen er ieder jaar ongeveer 100 bruidjes, waaronder 8 tot 10 Rosa's, vanuit de wijken naar het centrum. Sinds 2015 valt dit Bornse gebruik onder immaterieel erfgoed.

## Folklore
Deze tussenfeesten, die al in de Middeleeuwen gehouden werden, waren met Pinksteren verbonden en hoewel Pinksteren in eerste lijn een belangrijk kerkelijk feest is, werd (en wordt) het buiten de kerk vooral ook gevierd met de inslag van een algemeen voorjaarsfeest, waarmee het opnieuw ontluikende leven, maar vooral ook nieuw ontluikende liefde gevierd wordt in samenhang met de hoop op vruchtbare opbrengsten van de akkers. Feesten met veel zang en dans en niet zelden een ontmoetingsplaats voor (jonge) mannen en vrouwen en als zodanig de inleiding tot zomerse liefdes en, wie weet, misschien wel echte vruchtbare huwelijkspartijen. De maagdelijke Pinksterblom symboliseert al deze 'vruchtbaarheid'.
Een anekdote opgetekend in handschriften van Andries Schoemaker (1660-1735) — een Amsterdamse textielkoopman die veel historische informatie over de steden en dorpen heeft vastgelegd — geeft enig inzicht in het oude gebruik. Over zijn bezoek aan Schermerhorn rond Pinksteren 1718 beschrijft hij het volgende:
Sagen wij van verre een aardig en voor ons ongewone pinxterblom die ons naderde" (...) "Vier fluxse jonge mijden, redelijk wel in de klederen. Ieder met een krans van bloemen om het hoofd. Dese vier droegen een burrie (een draagstellage: zie de tekening). Op welke burrie een vijfde jonge meyt stond, die seer aardig opgeschickt was. Ik telde om haar lijf 23 zilverde twijgen" (...) "sij hield in haar eene hand een zilver kommetje. In welke men het gelt lijde dat men aan dese pinxterblom vriende (vrijmaakte).
De 'Pinxterblom' werd dus door het dorp gedragen en zong daarbij liedjes ("Haar gesange waren geschoeyt na de boerse leest"), wat met geld beloond werd. Kennelijk was het een jolige boel, waarbij de meisjes het verbaal enigszins te verduren kregen, maar deze waren er tegen opgewassen:
Dat mij nu wel het meeste verwonderde was dat die deruns die de pinxterblom verbeelde, na mijn gedachten soo van ontrent de 14 a 16 jaaren, haar soo ongemeen statig wist te houden. Dat sij niettegenstaande men tegen haar soo wat boertig (jolig) sprak, sij haar mond niet het minst tot lachen sette. Maar het alles statig aan hoorden.
Ook blijkt hieruit aardig de leeftijdscategorie van de Pinksterblom in die dagen.

## Gebruiken[3]
1. Papieren Bloemenkransen: In contrast met het Sint Jansfeest, waar echte bloemen worden gebruikt, zijn de kransen tijdens het Pinksterblomfeest van papier. Dit vraagt om eigen creativiteit en symboliseert de innerlijke scheppingskracht.
2. Belletjes: Kleine belletjes worden gebruikt om de atmosfeer te zuiveren en de aanwezigen te 'wekken' voor de festiviteiten die gaan volgen.
3. Duiven: Deze symboliseren de verbinding tussen hemel en aarde, resonerend met de christelijke betekenis van de Heilige Geest die neerdaalt.[4]
4. Bruidspaar: De 'Pinksterbruid' wordt rijkelijk versierd, net als Moeder Aarde in volle bloei. Het bruidspaar staat als symbool voor verbinding en eenheid.
5. Meiboom en Lintendans: De meiboom, versierd met kleurrijke linten, staat ook symbool voor de verbinding tussen hemel en aarde. De lintendans rond de meiboom vereist precisie; anders raken de linten verstrikt. Dit vraagt om focus en inzet van de deelnemers, wat weer de notie van 'ik-kracht' symboliseert.
6. Gezamenlijk Patroon: Tijdens de dans rond de meiboom weven de dansers met hun linten een gezamenlijk patroon, wat opnieuw het thema van verbinding en gemeenschap onderstreept, dat zo kenmerkend is voor het Pinksterfeest.

## Lied
Van deze folklore is een lied overgeleverd gebleven waarvan de oorsprong waarschijnlijk teruggaat tot in de middeleeuwen en dat inmiddels in verschillende, licht van elkaar afwijkende tekstuele varianten bekend is. Hier de versie die de muziekgroep Folkcorn uit de verschillende varianten heeft gedistilleerd:
Hier komt onze fiere pinksterblom

en die komt van't lange jaar niet meer wederom.

Haar voetjes treden voort, zij was welgemoed

en droeg er een rozenkrans al om haar hoed.

Zij had haar vaders' staf in de hand

en daarmee reed ze naar het Morgenland.

Het Morgenland lag achter de deur

en daar stonden drie hupsche mooi-meiskes veur.

De ene die was rein en de ander die was klein

en de derde die schonk er mij een glaasje koele wijn.

Is dat dan geen fiere pinksterblom

en zij komt van 't lange jaar niet meer wederom.

En als dat lange jaar ten einde was,

mooi Anneke moest er in de krame.

Is dat dan geen fiere pinksterblom

en mooi Anneke dat is er hare name.

## Duitse Pfingstbraut
In verschillende gebieden in Duitsland kent men ook het fenomeen "Pfingstbraut" (Pinksterbruid), maar met een andere invulling die nauw verweven is met de "Maimann". Zij heeft de schone taak de Maimann bij zijn rondgang door het dorp te beschimpen en belachelijk te maken.

## Bloem
Met name in Friesland en Groningen, maar ook elders, wordt het fluitenkruid dat rond Pinksteren bloeit, pinksterblo(e)m genoemd. De echte pinksterbloem is echter een andere plant met tere witroze bloemen, die vaak al veel eerder in bloei staat.

## Trivia
- Tegenwoordig worden rond Pinksteren ook nog vaak evenementen — veelal vrijgezellenfeesten — georganiseerd waarbij in de naam het woord 'Pinksterblom' verwerkt is. Een voorbeeld is: Pinkpop.
- De naam Pinksterblom wordt ook gedragen door Erik Pinksterblom, de hoofdpersoon in Erik of het klein insectenboek van Godfried Bomans.
- In de Brabantse dorpen Casteren en Luyksgestel is het 'pinksterblomzingen' een jaarlijkse traditie.
- Tot 1977 bestond in Nieuwvliet-Bad (Zeeuws-Vlaanderen) een kinderkamp genaamd "De Pinksterblom" waar een iets andere versie van bovenstaand lied werd gezongen.